# Nindzsagyilkos
A Nindzsagyilkos (eredeti cím: Ninja Assassin) 2009-ben bemutatott amerikai-német koprodukciós akciófilm. A rendező James McTeigue, a producerek a Mátrixot jegyző Wachowski testvérek, a forgatókönyvet a Babylon 5 írója, J. Michael Straczynski írta, a főszereplő a dél-koreai popsztár, Rain. A Warner Bros. azonos címmel iPhone-videójátékot is megjelentetett.

## Történet
|  | Alább a cselekmény részletei következnek! |

Az Ozunu klán feje (Koszugi Sóicsi) nindzsákat képez ki elrabolt gyerekekből. Az egyik gyerek, aki a Raizo (Rain) nevet kapja, különösen jó képességekkel rendelkezik. Raizo kemény és fájdalmas kiképzést kap és a legjobb nindzsák egyike lesz. A táborban egymásba szeretnek Kirikoval, a lágy szívű lánnyal, aki nehezen viseli a kegyetlen nindzsaléttel járó érzelmi sivárságot. A lány úgy dönt, megszökik, ez pedig kegyetlen megtorláshoz vezet, a többeik szeme láttára brutálisan kivégzik. Raizo elkezdi megkérdőjelezni a mindenható klánvezér parancsait, és első éles bevetése után, amikor egy újabb szökött lányt vele akarnak meggyilkoltatni, a fiú a lány helyett mesterére támad rá, ezzel magára uszítva a többi nindzsát. Sikerül elmenekülnie. Évekkel később a nindzsagyilkosságok után nyomozó Mika (Naomie Harris) bukkan Raizo nyomára egy rejtélyes gyilkosság kapcsán. Raizo megmenti a nő életét, akit kíváncsiskodása miatt akarnak megölni a nindzsák. Raizo feltett szándéka, hogy újra találkozzon a klánvezérrel és bosszút álljon rajta, amiért elrabolta őt szüleitől és megölte Kirikot.
|  | Itt a vége a cselekmény részletezésének! |

## Szereplők
| Szerep         | Színész         | Magyar hang        |
| -------------- | --------------- | ------------------ |
| Raizo          | Rain            | Szabó Kimmel Tamás |
| Mika           | Naomie Harris   | Bánfalvi Eszter    |
| Maslow         | Ben Miles       | Huszár Zsolt       |
| Ozunu          | Sho Kosugi      | Borbiczki Ferenc   |
| Kiriko         | Anna Sawai      | Csuha Borbála      |
| Takesi         | Rick Yune       | Welker Gábor       |
| tetoválóművész | Randall Duk Kim | Pálfai Péter       |
| Hollywood      | Sung Kang       | N/A                |

## A film készítése
A Nindzsagyilkost a Speed Racer – Totál turbó című filmben szereplő rövid nindzsajelenet ihlette, melyben szintén Rain szerepelt. A koreai énekes-színész teljesítménye lenyűgözte a Wachowski testvéreket. A forgatás előtt hat héttel a Wachowski testvérek lecserélték a forgatókönyvírót és J. Michael Straczynskit szerződtették új forgatókönyv írására.
A forgatás Berlinben kezdődött 2008 áprilisában, a Babelsberg Studios-ban és Berlin utcáin. A film finanszírozásában a Németországi Szövetségi Filmalap és a Medienboard Berlin-Brandenburg is részt vett összesen 10 millió dollárral.
Eredetileg Collin Chou játszotta volna az egyik (meg nem nevezett) főszerepet, miután Jet Li visszautasította az ajánlatot, azonban később Chou is visszamondta a szerepet.

## Fogadtatás
A film általánosságban véve negatív kritikákat kapott, a Rotten Tomatoes 106 kritika alapján 25%-ot adott a filmnek, míg a Metacritic 20 kritika alapján 34%-ot.